# 小行星16068
小行星16068（16068 Citron）是一颗绕太阳运转的小行星，为主小行星带小行星。该小行星于1999年9月7日发现。

## 轨道参数
小行星16068的轨道半长轴为2.3670054 UA，离心率为0.166。